# Jochen Rindt
Karl Jochen Rindt (Mainz, 18 de abril de 1942 — Milão, 5 de setembro de 1970) foi um automobilista alemão radicado na Áustria. É, até os dias de hoje, o único campeão póstumo da história da Fórmula 1 (1970).

## Biografia
Jochen Rindt nasceu em Mainz, Alemanha, mas depois de seus pais terem morrido num bombardeio aliado durante a Segunda Guerra Mundial, foi viver com seus avós em Graz, Áustria, onde cresceu e começou a pilotar. Embora nunca tenha se naturalizado austríaco, pois permaneceu até o fim da vida com a cidadania alemã, optou por representar a Áustria.
Apesar do grande sucesso na Fórmula 2 (vencendo em 1964, por exemplo, o London Trophy), Rindt teve um início inglório na Fórmula Um. Rindt estreou pela Rob Walker Racing Team em 1964, no Grande Prêmio da Áustria. Foi sua única corrida daquele ano. De 1965 a 1967, Rindt correu pela Cooper Car Company, conquistando 32 pontos em 29 corridas. Em 1968, Rindt pilotou pela Brabham, mas sua temporada não teve resultados expressivos, devido a problemas técnicos.

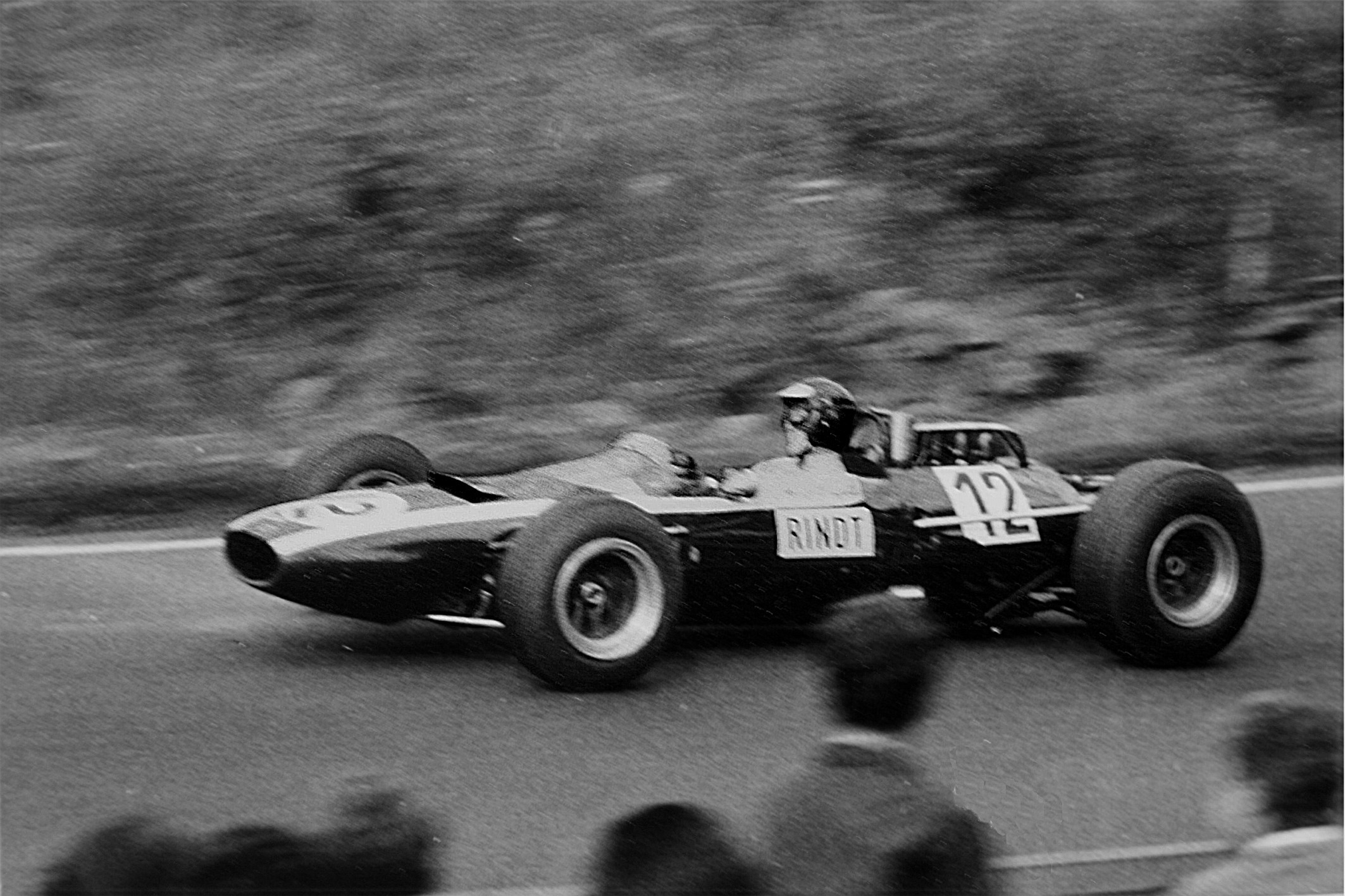
Rindt pilotando no Grande Prêmio da Alemanha de 1965

Finalmente, em 1969, Rindt foi para a Lotus e lá obteve sucesso. Conquistou sua primeira vitória no Grande Prêmio dos Estados Unidos, em Watkins Glen. Rindt terminou o ano com 22 pontos, alcançando o quarto lugar do campeonato. A temporada de 1970 começou com vitória em Mônaco. Desde então, pilotando o ótimo Lotus 72, Rindt venceu mais quatro Grandes Prêmios naquele ano: (Holanda, França, Inglaterra e Alemanha). Durante os treinos para o Grande Prêmio da Itália, em Monza, Rindt sofreu forte acidente na curva Parabólica, devido provavelmente a um problema nos freios. Foi imediatamente levado em direção ao hospital, mas faleceu no caminho. Rindt, que já havia vencido cinco corridas na temporada, não foi alcançado pelos seus adversários e foi declarado campeão do mundo postumamente. Essa conquista póstuma teve a contribuição de seu companheiro de equipe, Emerson Fittipaldi, que ganhou a prova seguinte em Watkins Glen, impedindo que o belga Jacky Ickx, que corria pela Ferrari, alcançasse uma soma maior de pontos que a já obtida pelo corredor austríaco. Nesta prova, Jacky Ickx  foi o quarto colocado.
O carro que Jochen Rindt utilizou nesta corrida pertencia ao seu companheiro de equipe Emerson Fittipaldi, que no treino livre estava amaciando o motor do carro que seria utilizado por Jochen Rindt. Neste treino o carro estava sem as asas, e numa curva não conseguiu frear o carro, pois passou do ponto de freada, saindo da pista e danificando por completo o carro. Ao voltar aos boxes e informando o que tinha acontecido a Colin Chapman, este resolve dar o carro que pertencia a Fittipaldi, para que Rindt corresse no dia seguinte.

## Estatísticas
- 61 Grandes Prêmios
- 6 vitórias (Estados Unidos/1969, Mônaco/1970, Holanda/1970, França/1970, Inglaterra/1970 e Alemanha /1970)
- 13 pódios
- 21 corridas em que pontuou
- 10 pole positions
- 3 voltas mais rápidas
- 107 pontos marcados

## Posições de chegada na Fórmula 1
(Legenda: Corridas em negrito indicam pole position; corridas em itálico indicam volta mais rápida.)
| Tempo | Equipe                      | Chassis         | Motor            | 1       | 2       | 3       | 4       | 5       | 6       | 7       | 8       | 9       | 10      | 11      | 12      | Pontos   | Classificação |
| ----- | --------------------------- | --------------- | ---------------- | ------- | ------- | ------- | ------- | ------- | ------- | ------- | ------- | ------- | ------- | ------- | ------- | -------- | ------------- |
| 1970  | Gold Leaf Team Lotus        | Lotus Lotus 49C | Ford Cosworth V8 | AFS 13º |         | MON 1º  | BEL Ret |         |         |         |         |         |         |         |         | 45       | 1º            |
| 1970  | Gold Leaf Team Lotus        | Lotus 72        | Ford Cosworth V8 |         | ESP Ret |         |         |         |         |         |         |         |         |         |         | 45       | 1º            |
| 1970  | Gold Leaf Team Lotus        | Lotus 72C       | Ford Cosworth V8 |         |         |         |         | HOL 1º  | FRA 1º  | GBR 1º  | ALE 1º  | AUT Ret | ITA DNS |         |         | 45       | 1º            |
| 1969  | Gold Leaf Team Lotus        | Lotus Lotus 49B | Ford Cosworth V8 | AFS Ret | ESP Ret |         | HOL Ret | FRA Ret | GBR 4º  | ALE 2º  | ITA 2º  | CAN 3º  | EUA 1º  | MEX Ret |         | 22       | 4º            |
| 1968  | Brabham Racing Organisation | Brabham BT24    | Repco V8         | AFS 3º  | ESP Ret | MON Ret |         |         |         |         |         |         |         |         |         | 8        | 12º           |
| 1968  | Brabham Racing Organisation | Brabham BT26    | Repco V8         |         |         |         | BEL Ret | HOL Ret | FRA Ret | GBR Ret | ALE 3º  | ITA Ret | CAN Ret | EUA Ret | MEX Ret | 8        | 12º           |
| 1967  | Cooper Car Company          | Cooper T81      | Maserati V12     | AFS Ret | MON Ret |         |         |         |         |         | CAN Ret |         |         |         |         | 6        | 13º           |
| 1967  | Cooper Car Company          | Cooper T81B     | Maserati V12     |         |         | HOL Ret | BEL 4º  | FRA Ret |         |         |         |         | EUA Ret |         |         | 6        | 13º           |
| 1967  | Cooper Car Company          | Cooper T86      | BRM V8           |         |         |         |         |         | GBR Ret | ALE Ret |         | ITA 4º  |         |         |         | 6        | 13º           |
| 1966  | Cooper Car Company          | Cooper T81      | Maserati V12     | MON Ret | BEL 2º  | FRA 4º  | GBR 5º  | HOL Ret | ALE 3º  | ITA 4º  | EUA 2º  | MEX Ret |         |         |         | 221 (24) | 3º            |
| 1965  | Cooper Car Company          | Cooper T73      | Climax V8        | AFS Ret |         |         |         |         |         |         |         |         |         |         |         | 4        | 13º           |
| 1965  | Cooper Car Company          | Cooper T77      | Climax V8        |         | MON NQ  | BEL 11º | FRA Ret | GBR 14º | HOL Ret | ING 4º  | ITA 8º  | EUA 6º  | MEX Ret |         |         | 4        | 13º           |
| 1964  | Rob Walker Racing Team      | Brabham BT11    | BRM V8           |         |         |         |         |         |         | AUT Ret |         |         |         |         |         | 0        | NC (31º)      |

- ↑1  Nos descartes

#### Vitórias de Jochen Rindt na Fórmula 1
| - GP dos Estados Unidos de 1969 (Watkins Glen) - GP de Mônaco de 1970 (Monte Carlo) - GP dos Países Baixos de 1970 (Zandvoort) - GP da França de 1970 (Clermont-Ferrand) - GP da Grã-Bretanha de 1970 (Brands Hatch) - GP da Alemanha de 1970 (Hockenheimring) |

## Outros resultados

### 24 Horas de Le Mans
| Ano     | Equipe                              | Co-pilotos     | Carro          | Classe | Voltas | Pos. | Class Pos. |
| ------- | ----------------------------------- | -------------- | -------------- | ------ | ------ | ---- | ---------- |
| 1964    | North American Racing Team          | David Piper    | Ferrari 250LM  | P 5.0  | 0      | DNF  | DNF        |
| 1965    | North American Racing Team          | Masten Gregory | Ferrari 250LM  | P 5.0  | 348    | 1º   | 1º         |
| 1966    | F.R. English Ltd. \ Comstock Racing | Innes Ireland  | Ford GT40 Mk I | S 5.0  | 8      | DNF  | DNF        |
| 1967    | Porsche System Engineering          | Gerhard Mitter | Porsche 907    | P 2.0  | 103    | DNF  | DNF        |
| Source: |                                     |                |                |        |        |      |            |

### 500 Milhas de Indianápolis
| Ano     | Chassi  | Motor | Classificação | Resultado |
| ------- | ------- | ----- | ------------- | --------- |
| 1967    | Eagle   | Ford  | 32º           | 24º       |
| 1968    | Brabham | Repco | 16º           | 32º       |
| Source: |         |       |               |           |

## Rindt por temporada

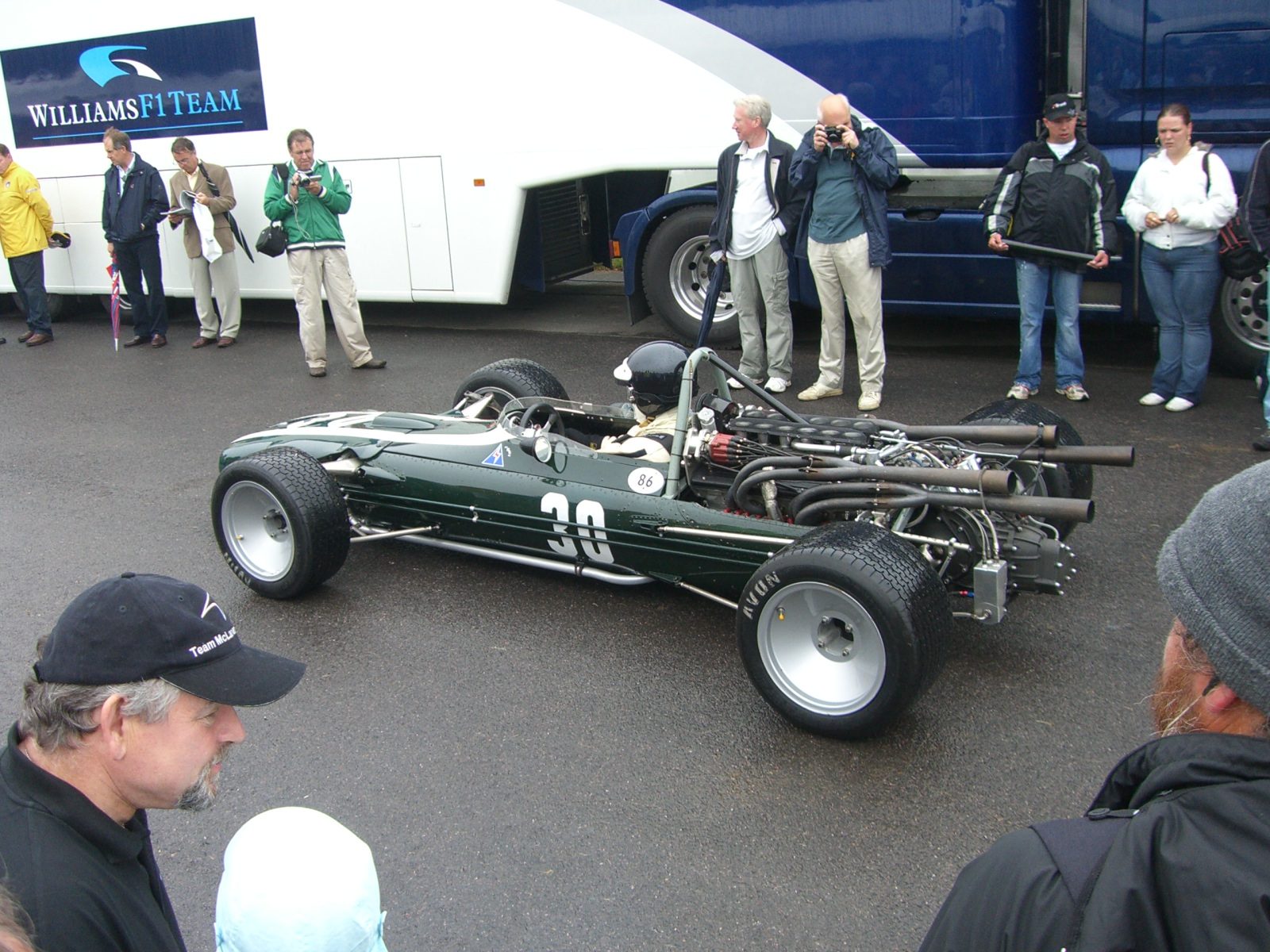
Cooper-Maserati T86, 1967

| Temporada | Equipe  | Vitórias | Pontos | Posição final |
| --------- | ------- | -------- | ------ | ------------- |
| 1964      | Brabham | 0        | 0      | —             |
| 1965      | Cooper  | 0        | 4      | 13º           |
| 1966      | Cooper  | 0        | 22     | 3º            |
| 1967      | Cooper  | 0        | 6      | 13º           |
| 1968      | Brabham | 0        | 8      | 12º           |
| 1969      | Lotus   | 1        | 22     | 4º            |
| 1970      | Lotus   | 5        | 45     | Campeão       |